# 1993-as Copa América
Az 1993-as Copa América a 36. kiírása volt a dél-amerikai válogatottak első számú tornájának. A tornát a CONMEBOL szervezte, melynek a házigazdája Ecuador volt. A tornát a címvédő Argentína nyerte meg. A győztes részt vehetett az 1995-ös konföderációs kupán.
Ez volt az első alkalom, hogy nem csak a Dél-amerikai Labdarúgó-szövetség tagországainak válogatottjai vettek részt a tornán. Az CONCACAF szövetségből meghívottként Mexikó és az Egyesült Államok is részt vett.

## Résztvevők
| - Argentína - Bolívia - Brazília - Chile | - Ecuador - Egyesült Államok - Kolumbia - Mexikó | - Paraguay - Peru - Uruguay - Venezuela |

## Helyszínek
| Város      | Stadion                           | Befogadóképesség |
| ---------- | --------------------------------- | ---------------- |
| Ambato     | Estadio Bellavista                | 22 000           |
| Cuenca     | Estadio Alejandro Serrano Aguilar | 22 000           |
| Guayaquil  | Estadio George Capwell            | 25 000           |
| Guayaquil  | Estadio Monumental                | 89 932           |
| Machala    | Estadio 9 de Mayo                 | 16 500           |
| Portoviejo | Estadio Reales Tamarindos         | 18 000           |
| Quito      | Estadio Olímpico Atahualpa        | 45 000           |

## Eredmények
A 12 résztvevőt 3 darab 4 csapatos csoportba sorsolták. A csoportok végső sorrendje körmérkőzések után alakult ki. A csoportok első két helyezettje, valamint a két legjobb harmadik helyezettje jutott tovább a negyeddöntőbe, ahonnan egyenes kieséses rendszerben folytatódtak a küzdelmek.

### Csoportkör
A csoportkörben a győzelem kettő, a döntetlen egy pontot ért. Ha két vagy több csapat azonos pontszámmal állt, akkor az alábbiak alapján határozták meg a sorrendet:
1. az összes mérkőzésen elért jobb gólkülönbség
2. az összes mérkőzésen szerzett több gól
3. az érintett csapatok mérkőzésein szerzett több pont
4. sorsolás

| Jelmagyarázat                                                                                     |
| ------------------------------------------------------------------------------------------------- |
| A csoportok első két helyezettje bejutott az egyenes kieséses szakaszba.                          |
| A csoportok legjobb két harmadik helyezettje bejutott az egyenes kieséses szakaszba.              |
| A csoportok legrosszabb harmadik helyezettje, valamint a csoportok negyedik helyezettjei kiestek. |

#### A csoport
| Csapat           | M | Gy | D | V | G+ | G– | Gk | P |
| ---------------- | - | -- | - | - | -- | -- | -- | - |
| Ecuador          | 3 | 3  | 0 | 0 | 10 | 2  | +8 | 6 |
| Uruguay          | 3 | 1  | 1 | 1 | 4  | 4  | 0  | 3 |
| Venezuela        | 3 | 0  | 2 | 1 | 6  | 11 | –5 | 2 |
| Egyesült Államok | 3 | 0  | 1 | 2 | 3  | 6  | –3 | 1 |

| 1993. június 15. |

| Ecuador                                                             | 6–1   | Venezuela    |
| ------------------------------------------------------------------- | ----- | ------------ |
| Muñoz 19' Noriega 32' Fernández 57' 81' E. Hurtado 65' Aguinaga 84' | (2–0) | Dolgetta 79' |

| Estadio Olímpico Atahualpa, Quito Nézőszám: 45 000 Játékvezető: Francisco Lamolina (argentin) |

| 1993. június 16. |

| Uruguay      | 1–0   | Egyesült Államok |
| ------------ | ----- | ---------------- |
| Ostolaza 50' | (0–0) |                  |

| Estadio Bellavista, Ambato Nézőszám: 25 000 Játékvezető: Alberto Tejada (perui) |

| 1993. június 19. |

| Uruguay                    | 2–2   | Venezuela              |
| -------------------------- | ----- | ---------------------- |
| Saralegui 23' Kanapkis 79' | (1–1) | Dolgetta 10' Rivas 72' |

| Estadio Bellavista, Ambato Nézőszám: 15 000 Játékvezető: Pablo Peña (bolíviai) |

| 1993. június 19. |

| Ecuador                   | 2–0   | Egyesült Államok |
| ------------------------- | ----- | ---------------- |
| Avilés 11' E. Hurtado 35' | (2–0) |                  |

| Estadio Olímpico Atahualpa, Quito Nézőszám: 45 000 Játékvezető: Iván Guerrero (chilei) |

| 1993. június 22. |

| Venezuela                      | 3–3   | Egyesült Államok                    |
| ------------------------------ | ----- | ----------------------------------- |
| Dolgetta 68' 80' Echenausi 89' | (0–2) | Henderson 20' Lalas 37' Kinnear 51' |

| Estadio Olímpico Atahualpa, Quito Nézőszám: 45 000 Játékvezető: Alberto Tejada (perui) |

| 1993. június 22. |

| Ecuador                 | 2–1   | Uruguay      |
| ----------------------- | ----- | ------------ |
| Avilés 28' Aguinaga 87' | (1–0) | Kanapkis 64' |

| Estadio Olímpico Atahualpa, Quito Nézőszám: 45 000 Játékvezető: Francisco Lamolina (argentin) |

#### B csoport
| Csapat   | M | Gy | D | V | G+ | G– | Gk | P |
| -------- | - | -- | - | - | -- | -- | -- | - |
| Peru     | 3 | 1  | 2 | 0 | 2  | 1  | +1 | 4 |
| Brazília | 3 | 1  | 1 | 1 | 5  | 3  | +2 | 3 |
| Paraguay | 3 | 1  | 1 | 1 | 2  | 4  | –2 | 3 |
| Chile    | 3 | 1  | 0 | 2 | 3  | 4  | –1 | 2 |

| 1993. június 18. |

| Paraguay   | 1–0   | Chile |
| ---------- | ----- | ----- |
| Cabañas 6' | (1–0) |       |

| Estadio Alejandro Serrano Aguilar, Cuenca Nézőszám: 20 000 Játékvezető: José Torres (kolumbiai) |

| 1993. június 18. |

| Brazília | 0–0 | Peru |
| -------- | --- | ---- |
|          |     |      |

| Estadio Alejandro Serrano Aguilar, Cuenca Nézőszám: 20 000 Játékvezető: Arturo Brizio Carter (mexikói) |

| 1993. június 21. |

| Paraguay   | 1–1   | Peru          |
| ---------- | ----- | ------------- |
| Monzón 37' | (1–0) | Del Solar 77' |

| Estadio Alejandro Serrano Aguilar, Cuenca Nézőszám: 20 000 Játékvezető: Angel Guevara (ecuadori) |

| 1993. június 21. |

| Chile                       | 3–2   | Brazília                |
| --------------------------- | ----- | ----------------------- |
| Sierra 15' Zambrano 51' 59' | (1–1) | Müller 36' Palhinha 55' |

| Estadio Alejandro Serrano Aguilar, Cuenca Nézőszám: 23 000 Játékvezető: Alfredo Rodas (ecuadori) |

| 1993. június 24. |

| Peru                     | 1–0   | Chile |
| ------------------------ | ----- | ----- |
| Del Solar 14' (11-esből) | (1–0) |       |

| Estadio Alejandro Serrano Aguilar, Cuenca Nézőszám: 20 000 Játékvezető: José Torres (kolumbiai) |

| 1993. június 24. |

| Brazília                     | 3–0   | Paraguay |
| ---------------------------- | ----- | -------- |
| Palhinha 15' 72' Edmundo 62' | (1–0) |          |

| Estadio Alejandro Serrano Aguilar, Cuenca Nézőszám: 20 000 Játékvezető: Arturo Brizio Carter (mexikói) |

#### C csoport
| Csapat    | M | Gy | D | V | G+ | G– | Gk | P |
| --------- | - | -- | - | - | -- | -- | -- | - |
| Kolumbia  | 3 | 1  | 2 | 0 | 4  | 3  | +1 | 4 |
| Argentína | 3 | 1  | 2 | 0 | 3  | 2  | +1 | 4 |
| Mexikó    | 3 | 0  | 2 | 1 | 2  | 3  | –1 | 2 |
| Bolívia   | 3 | 0  | 2 | 1 | 1  | 2  | –1 | 2 |

| 1993. június 16. |

| Kolumbia                     | 2–1   | Mexikó    |
| ---------------------------- | ----- | --------- |
| Valencia 35' Aristizábal 87' | (1–0) | Alves 57' |

| Estadio 9 de Mayo, Machala Nézőszám: 20 000 Játékvezető: Jorge Nieves (uruguayi) |

| 1993. június 17. |

| Argentína     | 1–0   | Bolívia |
| ------------- | ----- | ------- |
| Batistuta 53' | (0–0) |         |

| Estadio George Capwell, Guayaquil Nézőszám: 16 000 Játékvezető: Arturo Angeles (amerikai) |

| 1993. június 20. |

| Argentína   | 1–1   | Mexikó     |
| ----------- | ----- | ---------- |
| Ruggeri 28' | (1–1) | Patiño 14' |

| Estadio George Capwell, Guayaquil Nézőszám: 16 000 Játékvezető: Juan Escobar (paraguayi) |

| 1993. június 20. |

| Kolumbia                | 1–1   | Bolívia        |
| ----------------------- | ----- | -------------- |
| Maturana 18' (11-esből) | (1–1) | Etcheverry 14' |

| Estadio 9 de Mayo, Machala Nézőszám: 11 000 Játékvezető: Márcio Rezende (brazil) |

| 1993. június 23. |

| Mexikó | 0–0 | Bolívia |
| ------ | --- | ------- |
|        |     |         |

| Estadio Reales Tamarindos, Portoviejo Nézőszám: 20 000 Játékvezető: Jorge Nieves (uruguayi) |

| 1993. június 23. |

| Argentína  | 1–1   | Kolumbia  |
| ---------- | ----- | --------- |
| Simeone 2' | (1–1) | Rincón 5' |

| Estadio George Capwell, Guayaquil Nézőszám: 45 000 Játékvezető: Márcio Rezende (brazil) |

#### Harmadik helyezett csapatok sorrendje
Sorrend meghatározása
1. az összes mérkőzésen szerzett több pont
2. az összes mérkőzésen elért jobb gólkülönbség
3. az összes mérkőzésen szerzett több gól
4. sorsolás

| Csoport | Csapat    | M | Gy | D | V | G+ | G– | Gk | P |
| ------- | --------- | - | -- | - | - | -- | -- | -- | - |
| B       | Paraguay  | 3 | 1  | 1 | 1 | 2  | 4  | –2 | 3 |
| C       | Mexikó    | 3 | 0  | 2 | 1 | 2  | 3  | –1 | 2 |
| A       | Venezuela | 3 | 0  | 2 | 1 | 6  | 11 | –5 | 2 |

### Egyenes kieséses szakasz
|  |                        |              |                       |                    |       |           |                       |                        |                        |                        |               |       |       |
|  | Negyeddöntők           | Negyeddöntők | Negyeddöntők          |                    |       | Elődöntők | Elődöntők             | Elődöntők              |                        |                        | Döntő         | Döntő | Döntő |
|  | Negyeddöntők           | Negyeddöntők | Negyeddöntők          |                    |       | Elődöntők | Elődöntők             | Elődöntők              |                        |                        | Döntő         | Döntő | Döntő |
|  | június 26. – Quito     |              |                       |                    |       |           |                       |                        |                        |                        |               |       |       |
|  |                        |              |                       |                    |       |           |                       |                        |                        |                        |               |       |       |
|  | Ecuador                | Ecuador      | 3                     |                    |       |           |                       |                        |                        |                        |               |       |       |
|  | Ecuador                | Ecuador      | 3                     | június 30. – Quito |       |           |                       |                        |                        |                        |               |       |       |
|  | Paraguay               | Paraguay     | 0                     |                    |       |           |                       |                        |                        |                        |               |       |       |
|  | Paraguay               | Paraguay     | 0                     |                    |       | Ecuador   | Ecuador               | 0                      |                        |                        |               |       |       |
|  | június 26. – Guayaquil |              |                       |                    |       | Ecuador   | Ecuador               | 0                      |                        |                        |               |       |       |
|  |                        |              | Mexikó                | Mexikó             | 2     |           |                       |                        |                        |                        |               |       |       |
|  | Mexikó                 | Mexikó       | Mexikó                | Mexikó             | 2     | 4         |                       |                        |                        |                        |               |       |       |
|  | Mexikó                 | Mexikó       |                       |                    |       | 4         | július 4. – Guayaquil |                        |                        |                        |               |       |       |
|  | Peru                   | Peru         | 2                     |                    |       |           |                       |                        |                        |                        |               |       |       |
|  | Peru                   | Peru         | 2                     |                    |       | Mexikó    | Mexikó                | 1                      |                        |                        |               |       |       |
|  | június 27. – Guayaquil |              |                       |                    |       | Mexikó    | Mexikó                | 1                      |                        |                        |               |       |       |
|  |                        |              | Argentína             | Argentína          | 2     |           |                       |                        |                        |                        |               |       |       |
|  | Argentína              | Argentína    | Argentína             | Argentína          | 2     | 1 (6)     |                       |                        |                        |                        |               |       |       |
|  | Argentína              | Argentína    | július 1. – Guayaquil |                    |       | 1 (6)     |                       |                        |                        |                        |               |       |       |
|  | Brazília               | Brazília     | 1 (5)                 |                    |       |           |                       |                        |                        |                        |               |       |       |
|  | Brazília               | Brazília     | 1 (5)                 |                    |       | Argentína | Argentína             | 0 (6)                  | Bronzmérkőzés          | Bronzmérkőzés          | Bronzmérkőzés |       |       |
|  | június 27. – Quito     |              |                       |                    |       | Argentína | Argentína             | 0 (6)                  | Bronzmérkőzés          | Bronzmérkőzés          | Bronzmérkőzés |       |       |
|  |                        |              | Kolumbia              | Kolumbia           | 0 (5) |           |                       | július 3. – Portoviejo | július 3. – Portoviejo | július 3. – Portoviejo |               |       |       |
|  | Kolumbia               | Kolumbia     | Kolumbia              | Kolumbia           | 0 (5) | 1 (5)     |                       | július 3. – Portoviejo | július 3. – Portoviejo | július 3. – Portoviejo |               |       |       |
|  | Kolumbia               | Kolumbia     |                       |                    |       |           |                       | Ecuador                | Ecuador                | 0                      |               |       |       |
|  | Uruguay                | Uruguay      | 1 (3)                 |                    |       |           |                       | Ecuador                | Ecuador                | 0                      |               |       |       |
|  | Uruguay                | Uruguay      | 1 (3)                 |                    |       | Kolumbia  | Kolumbia              | 1                      |                        |                        |               |       |       |
|  |                        |              |                       |                    |       | Kolumbia  | Kolumbia              | 1                      |                        |                        |               |       |       |

#### Negyeddöntők
| 1993. június 26. |

| Ecuador                                       | 3–0   | Paraguay |
| --------------------------------------------- | ----- | -------- |
| E. Hurtado 33' Ramirez 43' (öngól) Avilés 81' | (2–0) |          |

| Estadio Olímpico Atahualpa, Quito Nézőszám: 45 000 Játékvezető: Márcio Rezende (brazil) |

| 1993. június 26. |

| Kolumbia                                      | 1–1 (h. u.)     | Uruguay                        |
| --------------------------------------------- | --------------- | ------------------------------ |
| Perea 88'                                     | (0–0, 1–1, 1–1) | Saralegui 63'                  |
| Büntetőpárbaj                                 |                 |                                |
| Asprilla Mendoza Valderrama W. Pérez Valencia | 5–3             | Peletti Saralegui Moas Siboldi |

| Estadio Monumental, Guayaquil Nézőszám: 10 000 Játékvezető: Juan Escobar (paraguayi) |

| 1993. június 27. |

| Argentína                                              | 1–1 (h. u.)     | Brazília                                            |
| ------------------------------------------------------ | --------------- | --------------------------------------------------- |
| Rodríguez 69'                                          | (0–1, 1–1, 1–1) | Müller 37'                                          |
| Büntetőpárbaj                                          |                 |                                                     |
| Gorosito Simeone Rodríguez Acosta Medina Bello Borelli | 6–5             | Zinho Cafu Müller Roberto Carlos Luisinho Boiadeiro |

| Estadio Monumental, Guayaquil Nézőszám: 25 000 Játékvezető: Alberto Tejada (perui) |

| 1993. június 27. |

| Mexikó                                              | 4–2   | Peru                                 |
| --------------------------------------------------- | ----- | ------------------------------------ |
| García Aspe 22' (11-esből) 44' Alves 43' Patiño 49' | (3–0) | Del Solar 55' (11-esből) Reynoso 82' |

| Estadio Olímpico Atahualpa, Quito Nézőszám: 35 000 Játékvezető: Iván Guerrero (chilei) |

#### Elődöntők
| 1993. június 30. |

| Mexikó                     | 2–0   | Ecuador |
| -------------------------- | ----- | ------- |
| Sánchez 23' R. Ramírez 54' | (1–0) |         |

| Estadio Olímpico Atahualpa, Quito Nézőszám: 45 000 Játékvezető: Alberto Tejada (perui) |

| 1993. július 1. |

| Argentína                                           | 0–0 (h. u.) | Kolumbia                                                |
| --------------------------------------------------- | ----------- | ------------------------------------------------------- |
|                                                     |             |                                                         |
| Büntetőpárbaj                                       |             |                                                         |
| Gorosito Batistuta Simeone Rodríguez Acosta Borelli | 6–5         | Rincón Asprilla Mendoza W. Pérez Valderrama Aristizábal |

| Estadio Monumental, Guayaquil Nézőszám: 15 000 Játékvezető: Jorge Nieves (uruguayi) |

#### 3. helyért
| 1993. július 3. |

| Kolumbia     | 1–0   | Ecuador |
| ------------ | ----- | ------- |
| Valencia 86' | (0–0) |         |

| Estadio Reales Tamarindos, Portoviejo Nézőszám: 18 000 Játékvezető: Alvaro Arboleda (venezuelai) |

#### Döntő
| 1993. július 4. |

| Argentína         | 2–1   | Mexikó      |
| ----------------- | ----- | ----------- |
| Batistuta 63' 74' | (0–0) | Galindo 67' |

| Estadio Monumental, Guayaquil Nézőszám: 40 000 Játékvezető: Márcio Rezende (brazil) |

| Az 1993-as Copa América győztese |
| -------------------------------- |
| ARGENTÍNA 14. cím                |

### Gólszerzők
| 4 gólos - José Luis Dolgetta 3 gólos - Gabriel Batistuta - Palhinha - Ney Avilés - Eduardo Hurtado - José del Solar 2 gólos - Müller - Richard Zambrano - Adolfo Valencia - Álex Aguinaga - Ángel Fernández - Luis Roberto Alves "Zague" - Alberto García Aspe - David Patiño - Fernando Kanapkis - Marcelo Saralegui | 1 gólos - Leonardo Rodríguez - Oscar Ruggeri - Diego Simeone - Marco Etcheverry - Edmundo - José Luis Sierra - Carlos Antonio Muñoz - Raúl Noriega - Víctor Aristizábal - Orlando Maturana - Luis Carlos Perea - Freddy Rincón | 1 gólos (folytatás) - Benjamín Galindo - Ramón Ramírez - Hugo Sánchez - Roberto Cabañas - Luis Monzón - Juan Reynoso - Santiago Ostolaza - Alexi Lalas - Chris Henderson - Dominic Kinnear - Miguel Echenausi - Stalin Rivas öngólos - Mario Ramirez ( Ecuador ellen) |

### Végeredmény
Az első négy helyezett utáni sorrend nem tekinthető hivatalosnak, mivel ezekért a helyekért nem játszottak mérkőzéseket. Ezért e helyezések meghatározásához az alábbiak lettek figyelembe véve:
1. több szerzett pont (a 11-esekkel eldöntött találkozók a hosszabbítást követő eredménnyel, döntetlenként vannak feltüntetve)
2. jobb gólkülönbség
3. több szerzett gól

A hazai csapat eltérő háttérszínnel kiemelve.
| Helyezés | Nemzet           | M | Gy | D | V | G+ | G– | Gk | P |
| -------- | ---------------- | - | -- | - | - | -- | -- | -- | - |
| Arany    | Argentína        | 6 | 2  | 4 | 0 | 6  | 4  | +2 | 8 |
| Ezüst    | Mexikó           | 6 | 2  | 2 | 2 | 9  | 7  | +2 | 6 |
| Bronz    | Kolumbia         | 6 | 2  | 4 | 0 | 6  | 4  | +2 | 8 |
| 4.       | Ecuador          | 6 | 4  | 0 | 2 | 13 | 5  | +8 | 8 |
|          |                  |   |    |   |   |    |    |    |   |
| 5.       | Brazília         | 4 | 1  | 2 | 1 | 6  | 4  | +2 | 4 |
| 6.       | Uruguay          | 4 | 1  | 2 | 1 | 5  | 5  | 0  | 4 |
| 7.       | Peru             | 4 | 1  | 2 | 1 | 4  | 5  | –1 | 4 |
| 8.       | Paraguay         | 4 | 1  | 1 | 2 | 2  | 7  | –5 | 3 |
|          |                  |   |    |   |   |    |    |    |   |
| 9.       | Chile            | 3 | 1  | 0 | 2 | 3  | 4  | –1 | 2 |
| 10.      | Bolívia          | 3 | 0  | 2 | 1 | 1  | 2  | –1 | 2 |
| 11.      | Venezuela        | 3 | 0  | 2 | 1 | 6  | 11 | –5 | 2 |
| 12.      | Egyesült Államok | 3 | 0  | 1 | 2 | 3  | 6  | –3 | 1 |

## Külső hivatkozások
- Copa América 1993